# Essential Air Service

Carte des comtés ayant un aéroport bénéficiant de l'Essential Air Service
Cliquer sur la carte pour l'agrandir

Essential Air Service est un programme de l'administration fédérale des États-Unis qui vise à garantir la desserte aérienne des localités où elle n'est plus rentable pour les compagnies aériennes depuis l'Airline Deregulation Act de 1978.